# Demi-hypercube (graphe)
Dans la théorie des graphes, une branche des mathématiques, le graphe demi-hypercube {\displaystyle {\frac {1}{2}}Q_{n}} est obtenu à partir du graphe hypercube {\displaystyle Q_{n}} en ne gardant qu'un sommet sur deux et en reliant les sommets qui étaient à une distance de deux. Il est appelé halved cube, halfcube ou demihypercube en anglais.

## Construction
Deux sommets de {\displaystyle {\frac {1}{2}}Q_{n}} sont adjacents dans {\displaystyle {\frac {1}{2}}Q_{n}} si et seulement s'ils se trouvent exactement à une distance de deux dans {\displaystyle Q_{n}}. À partir d'un graphe hypercube donné, on peut obtenir deux graphes demi-hypercubes distincts mais isomorphes, suivant le sommet de départ que l'on a choisi.
| | |
| {\displaystyle {\frac {1}{2}}Q_{4}} peut être construit à partir du graphe tesseract {\displaystyle Q_{4}} en enlevant des sommets. | {\displaystyle {\frac {1}{2}}Q_{4}} peut aussi être construit à partir du graphe hexaédrique {\displaystyle Q_{3}} en ajoutant des arêtes. |

On peut aussi obtenir {\displaystyle {\frac {1}{2}}Q_{n}} à partir de l'hypercube de dimension inférieure {\displaystyle Q_{n-1}} en ajoutant des arêtes entre les sommets à distance deux.
Le graphe {\displaystyle {\frac {1}{2}}Q_{n}} est le graphe des arêtes et des sommets d'un objet géométrique, le demi-hypercube de dimension {\displaystyle n}.
On peut aussi interpréter {\displaystyle {\frac {1}{2}}Q_{n}} comme le graphe de la relation entre les nombres binaires de longueur {\displaystyle n} comportant un nombre pair de 1 (comme 0, 3, 5, 6, 9, etc.) qui sont à une distance de Hamming égale à deux.

## Exemples
| {\displaystyle n} | graphe {\displaystyle {\frac {1}{2}}Q_{n}}                   | sommets | arêtes | degré | illustration |
| ----------------- | ------------------------------------------------------------ | ------- | ------ | ----- | ------------ |
| 1                 | Graphe singleton {\displaystyle K_{1}}                       | 1       | 0      | 0     |              |
| 2                 | Graphe chaîne {\displaystyle K_{2}}                          | 2       | 1      | 1     |              |
| 3                 | Graphe tétraédrique {\displaystyle K_{4}}                    | 4       | 6      | 3     |              |
| 4                 | Graphe de l'hexadécachore                                    | 8       | 24     | 6     |              |
| 5                 | Complémentaire du graphe de Clebsch dans le graphe tesseract | 16      | 80     | 10    |              |

## Propriétés
Comme c'est la moitié bipartie d'un graphe distance-régulier, le graphe demi-hypercube est lui-même distance-régulier.
Comme c'est la moitié bipartie d'un graphe hamiltonien, il est lui-même hamiltonien.

## Article lié
- Moitié bipartie